# Řády, vyznamenání a medaile Malty

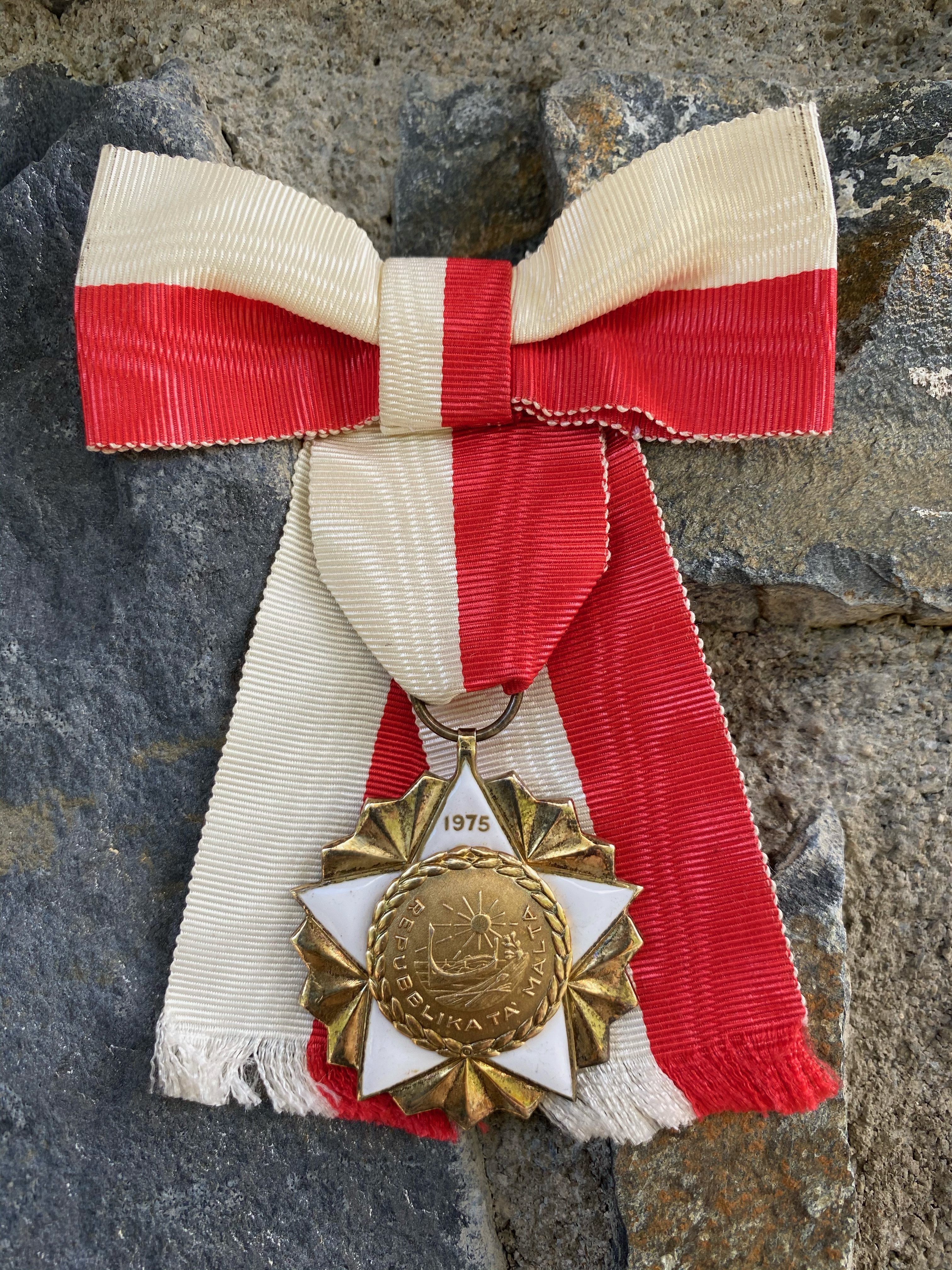
Medaile za služby republice

Systém státních vyznamenání Maltské republiky má základ v zákoně Ġieh ir-Repubblika Act ze dne 17. října 1975. Tento zákon byl následně změněn zákonem XXXVII z roku 1976, zákonem XIII z roku 1983, zákonem XIV z roku 1990, zákonem XI z roku 1991 a zákonem XV z roku 1993, Legal Notice 423 z roku 2007, zákonem VI z roku 2008, zákonem XVII z roku 2011 a zákonem XIX z roku 2013. Tyto zákony stanovují strukturu hierarchie řádů a medailí Malty. Vedlejší legislativa dodala detaily, které v původních zákonech chyběly, a také zavedla národní pamětní medaile. Obecně lze tento systém rozdělit na tři části, na Národní řád za zásluhy, Řád Xirka Ġieħ ir-Repubblika a maltské medaile.

## Řády a medaile

### Řády
- Národní řád za zásluhy
- Řád Xirka Ġieħ ir-Repubblika

### Medaile
- Medaile za statečnost byl založena roku 1975.[2]
- Medaile za služby republice

#### Národní pamětní medaile
- Medaile k 50. výročí Jiřího kříže Malty byla založena dne 17. února 1992.[3]
- Medaile k 75. výročí zavedení opětovné samosprávy Malty byla založena dne 14. května 1996.[4]
- Medaile k 50. výročí nezávislosti Malty byla založena dne 22. srpna 2014.[5]

#### Medaile za vynikající službu
- Medaile Ozbrojených sil Malty za vynikající službu
- Medaile Policejních sil Malty za vynikající službu
- Medaile Vězeňské služby Malty za vynikající službu

#### Medaile za dlouholetou a efektivní službu
- Medaile Ozbrojených sil Malty za dlouholetou a efektivní službu
- Medaile Policejních sil Malty za dlouholetou a efektivní službu
- Medaile Vězeňské služby Malty za dlouholetou a efektivní službu